# Чепчумба, Джойс
Джойс Чепчумба Коэч — кенийская легкоатлетка, которая специализировалась в марафоне. Бронзовая призёрка олимпийских игр 2000 года с результатом 2:24.45. Также бежала марафонскую дистанцию на Олимпиаде 1996 года, но не смогла закончить дистанцию. На чемпионате мира 2003 года заняла 7-е место.

## Достижения
Пробеги
- 1995:  Parelloop
- 1996:  4 Mijl van Groningen

Полумарафон
- 1999:  Берлинский полумарафон — 1:10.26
- 1999:  Great North Run — 1:09.07
- 2000:  Берлинский полумарафон — 1:08.22
- 2001:  Берлинский полумарафон — 1:09.37
- 2004:  Берлинский полумарафон — 1:09.49
- 2004:  Боготинский полумарафон — 1:15.07
- 2004:  Лиссабонский полумарафон — 1:08.11

Марафон
- 1996:  Лондонский марафон — 2:26.51
- 1996:  Нью-Йоркский марафон — 2:29.38
- 1997:  Лондонский марафон — 2:26.51
- 1997:  Токийский марафон — 2:28.02
- 1998:  Чикагский марафон — 2:23.57
- 1998:  Лондонский марафон — 2:23.22
- 1999:  Чикагский марафон — 2:25.59
- 1999:  Лондонский марафон — 2:23.22
- 2000:  Токийский марафон — 2:24.02
- 2001:  Лондонский марафон — 2:24.12
- 2002:  Нью-Йоркский марафон — 2:25.56
- 2003:  Бостонский марафон — 2:27.20
- 2004:  Найробийский марафон — 2:39.27